# Брезик (Калесија)
Брезик је насељено мјесто у Босни и Херцеговини, у општини Калесија, које административно припада Федерацији Босне и Херцеговине. Према прелиминарним подацима пописа становништва 2013. године, у насељу је живио 51 становник.

## Становништво
| Националност       | 2013. | 1991. | 1981. | 1971. |
| Срби               | 44    | 226   |       |       |
| Муслимани          | 6     | 6     |       |       |
| остали и непознато | 1     | 2     |       |       |
| Укупно             | 51    | 234   | '     | '     |

| Демографија | Демографија | Демографија |
| Година      | Становника  | Становника  |
| ----------- | ----------- | ----------- |
| 1961.       | 533         |             |
| 1971.       | 647         |             |
| 1981.       | 706         |             |
| 1991.       | 234         |             |
| 2013.       | 51          |             |